# 25112 Mymeshkovych
25112 Mymeshkovych este un asteroid din centura principală de asteroizi.

## Descriere
25112 Mymeshkovych este un asteroid din centura principală de asteroizi. A fost descoperit pe 14 septembrie 1998 la Socorro, New Mexico, în cadrul proiectului LINEAR. Asteroidul prezintă o orbită caracterizată de o semiaxă mare de 2,88 ua, o excentricitate de 0,08 și o înclinație de 1,4° în raport cu ecliptica.